# Bow-River-Diamantenmine
Die Bow-River-Diamantenmine befand sich am südlichen Ende des Lake Argyle in der Kimberley in Western Australia, Australien. Es war die einzige Diamantenmine Australiens, in der in einem Schwemmland Diamanten abgebaut wurden. In Australien gibt es nur zwei weitere Diamantminen, die Argyle-Diamantenmine mit der größten Diamantenausbeute der Welt und die Ellendale-Diamantenmine. 
Insgesamt 7 Millionen Karat Diamanten wurden von 1988 bis 1995 in einem Schwemmlandgebiet des Bow River von 500 Hektar abgebaut. Die nahe liegende Argyle-Diamantenmine ist etwa 20 Kilometer entfernt.